# Juliana Paes
Juliana Paes, all'anagrafe Juliana Couto Paes (Rio Bonito, 26 marzo 1979), è un'attrice, conduttrice televisiva ed ex modella brasiliana.

## Biografia
Negli anni 2000 e 2010 Juliana Paes ha raggiunto popolarità recitando in telenovele come Laços de Família, Celebridade, América, Caminho das Índias, Gabriela, Totalmente Demais, A Força do Querer e A Dona do Pedaço. Grazie a quest'ultima nel 2019 ha vinto un Melhores do Ano. Nel 2014 ha ricevuto calorose recensioni da parte della critica specializzata per la sua interpretazione nel film A Despedida, diretto da Marcelo Galvão.

## Filmografia

### Cinema
- Mais uma Vez Amor, regia di Rosane Svartman (2005)
- Casa da Mãe Joana, regia di Hugo Carvana (2007)
- Amor por Acaso, regia di Márcio Garcia (2010)
- Casa da Mãe Joana 2, regia di Hugo Carvana (2013)
- A Despedida, regia di Marcelo Galvão (2014)
- Dona Flor e Seus Dois Maridos, regia di Pedro Vasconcelos (2017)
- Amore senza mezze misure regia di Ale McHaddo (2021)

### Televisione
- Laços de Família - serial TV (2000)
- O clone – serial TV (2001)
- Garibaldi, l'eroe dei due mondi (A Casa das Sete Mulheres) – miniserie TV (2003)
- Celebridade – serial TV (2003)
- América - serial TV (2005)
- Pé na Jaca – serial TV (2006)
- Duas caras - telenovela (2007-2008)
- A Favorita – serial TV (2008)
- Caminho das Índias – serial TV (2009)
- O Astro – serial TV (2011)
- Gabriela – serial TV (2012)
- Meu Pedacinho de Chão – serial TV (2014)
- Totalmente Demais – serial TV (2015)
- A Força do Querer – serial TV (2017)
- Espelho da Vida – serial TV (2018)
- A Dona do Pedaço – serial TV (2019)